# Пасо Рипе Сан Ђинезио (Мачерата)
Пасо Рипе Сан Ђинезио (итал. Passo Ripe San Ginesio) насеље је у Италији у округу Мачерата, региону Марке.
Према процени из 2011. у насељу је живело 249 становника. Насеље се налази на надморској висини од 295 м.